# Bruno Bucher
Adalbert Bruno Bucher, född 1826 i Köslin, död 1899 i Wien, var en tysk konstskriftställare. Han var bror till Lothar Bucher.
Bucher blev 1869 sekreterare, 1885 vice direktor och 1895 direktor vid österrikiska konst- och industrimuseum i Wien. Han författade bland annat Die Kunst im Handwerk (1872, 3:e upplagan 1888; "Slöjden som konst", 1884), Geschichte der technischen Künste (3 band 1875–1893, i förening med andra), Katechismus der Kunstgeschichte (5:e upplagan 1899) och Reallexikon der Kunstgewerbe (1884).